# 190-199
De jaren 190-199 (van de christelijke jaartelling) zijn een decennium in de 2e eeuw.

## Belangrijke gebeurtenissen

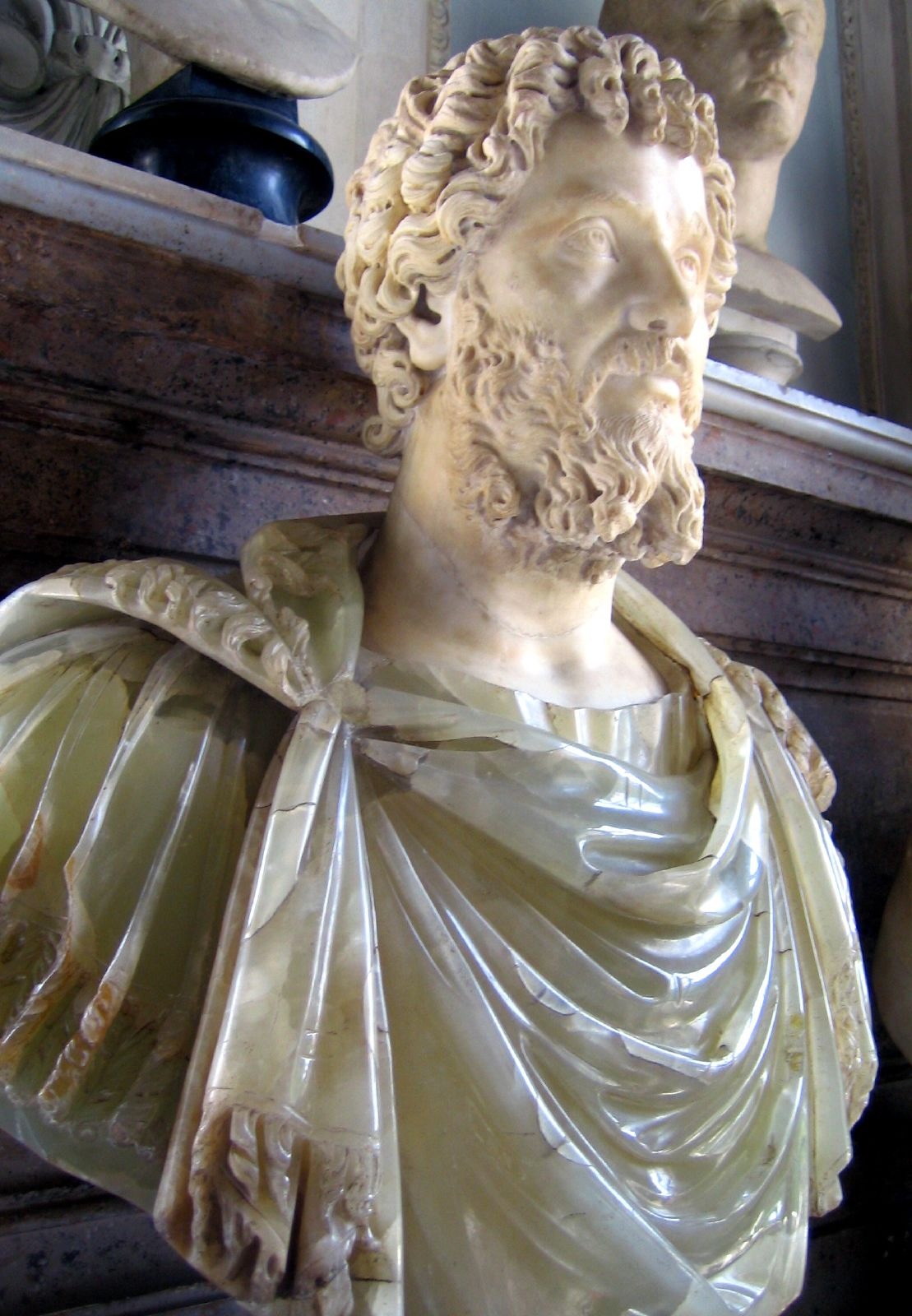
Buste van de Romeinse keizer Septimius Severus

### Romeinse keizerrijk
- 190 - Wegens een schaarste aan graan is het onrustig in Rome, waarop keizer Commodus zijn gunsteling Marcus Aurelius Cleander als schuldige aanwijst en hem aan een woedende menigte uitlevert.
- 191 : De Vredestempel in Rome wordt door een brand verwoest, hierbij gaat een deel van de bibliotheek van de Grieks-Romeinse wetenschapper Claudius Galenus in de vlammen op.
- 192 - Keizer Commodus wordt vermoord, Publius Helvius Pertinax wordt op 31 december uitgeroepen tot keizer van het Romeinse Rijk.
- 193 - Na de moord op keizer Pertinax breekt de Romeinse Burgeroorlog uit. In dit jaar van de vijf keizers roepen zowel Didius Julianus, Pescennius Niger, Clodius Albinus als Septimius Severus zichzelf tot keizer uit. Didius Julianus wordt door Septimius Severus afgezet en onthoofd.
- 194 : Slag op de vlakte van Issus. Septimius Severus verslaat Pescennius Niger. Niger wordt gevangengenomen en gedood.
- 195 : Septimus Severus benoemt zijn zoon Caracalla tot medekeizer, het begin van de Severische dynastie.
- 197 - Keizer Septimus Severus verslaat tijdens de Slag bij Lugdunum tegen-keizer Clodius Albinus, die zelfmoord pleegt. Einde van de Romeinse Burgeroorlog.
- 198 - Keizer Septimus Severus voert een strafexpeditie tegen de Parthische koning Vologases V, wegens zijn steun aan Pescennius Niger. Ctesiphon, de hoofdstad van het Parthische Rijk wordt geplunderd.

### Chinees keizerrijk
- 190 : Krijgsheer Dong Zhuo schaakt de jonge Keizer Xian, steekt de hoofdstad Luoyang in brand en vlucht naar Chang'an.
- 192 : Dong Zhuo wordt door zijn vertrouwensman Lü Bu vermoord.
- 195 : Keizer Xian slaagt erin te ontsnappen en keert naar de oude verwoeste hoofdstad terug.
- 196 : Krijgsheer Cao Cao vangt Keizer Xian op in zijn hoofdkwartier Xuchang en wordt zo de effectieve machthebber.

### Christendom
- ca.190 - Pantenus richt de School van Alexandrië, een theologisch christelijk centrum, op.
- 199 - Paus Zephyrinus volgt Paus Victor I op.

## Belangrijke personen

### Geboren
- 192 - Gordianus II, Romeins keizer

### Gestorven
- 190 - Athenagoras van Athene, Grieks filosoof
- 191 - Seimu, Japans keizer
- 192 - Commodus, Romeins keizer (vermoord)
- 192 - Dong Zhuo, Chinees bestuurder (vermoord)
- 193 - Publius Helvius Pertinax, Romeins keizer (vermoord)
- 193 - Didius Julianus, Romeins keizer (terechtgesteld door Septimius Severus)
- 194 - Pescennius Niger, Romeins keizer
- 197 - Clodius Albinus, Romeins keizer (zelfmoord)

<< · 190 · 191 · 192 · 193 · 194 · 195 · 196 · 197 · 198 · 199 · >>
<< · 100-109 · 110-119 · 120-129 · 130-139 · 140-149 · 150-159 · 160-169 · 170-179 · 180-189 · 190-199 · >>